# 詹氏資訊集團
詹氏資訊集團（英語：Janes Information Services，通常稱「詹氏」，另外因為發音問題因此也有珍氏、簡氏等譯名）是一家在1898年時由佛瑞德·简所創立的英國出版業者。該公司最初是針對軍艦愛好者為客戶群出版相關書籍，後來逐步發展為百科辭典式的詹氏戰艦大全，之後逐步往其他軍事領域擴展。詹氏刊物逐漸在軍事和運輸領域成為一家之言，较常被人引用。詹氏打算繼續擴展防衛、安全、運輸、法律等方面的產品。
詹氏總公司設於倫敦，之前曾是Woodbridge公司和Thomson公司所有，现輾轉為IHS集團旗下，之前Woodbridge曾為Thomson的70%股權固定大股東。
詹氏主要的競爭者為美國國防新聞週刊、國際航空雜誌（Flight International）與美國航空週刊（Aviation Week）三家。

## 出版年鑑
- Jane's Aircraft Recognition Guide 《简氏航空器识别指南》
- Jane's Fighting Ships 《詹氏戰艦大全》
- Jane's World Railways 《詹氏世界鐵路》
- Jane's All the World's Aircraft 《简氏全球航空器》
- Jane's Vintage Aircraft Recognition Guide 《詹氏古典飛機辨識導南》
- Jane's Guns Recognition Guide 《詹氏槍砲辨識導南》
- Jane's Defence Industry News 《詹氏國防工業新聞》

## 出版期刊
- Jane's Defence Weekly 詹氏防衛週刊
  - 詹氏防衛週刊是詹氏旗下重量級雜誌，介紹軍武和國防企業。該週刊曾有一次醜聞在1985年因為KH-11衛星拍到蘇聯建造中Kuznetsov庫茲涅佐夫號航空母艦照片[2]被美國海軍分析員洩漏給該雜誌。
- Jane's International Defence Review 詹氏國際防衛評論
  - 國際防衛評論是月刊式，以高深度分析陸海空作戰系統和作戰概念著稱，並且巨細靡遺的介紹所有武器未來升級方案和可能升級方式，操作訓練方法，各國武器進出口消息。在專業軍事領域頗具權威。
- Jane's Navy International 詹氏海軍世界
- Jane's Defence Industry  詹氏國防工業
- Jane's Intelligence Review 詹氏情報評論
  - 詹氏情報評論主要是介紹目前世界衝突、戰爭情勢、武器擴散等議題。
- Jane's Intelligence Digest 詹氏情報摘要
- Jane's Airport Review 詹氏機場評論

## 電玩遊戲
詹氏出過戰鬥模擬系列遊戲，如《Jane's USAF》及《Jane's F/A-18》《J.A.S.F.》，由美商藝電和evolvedgames發行，多是駕駛戰機的真實模擬遊戲，也有少數陸軍和海軍遊戲。

## 外部連結
- Official website* Jane's Terrorism and Insurgency Centre
- Jane's Defence Forecasts - Military Aircraft Programmes
- Jane's Defence Forecasts - Combat Vehicle Programmes
- Jane's Defence Forecasts - Military Vessel Programmes
- （页面存档备份，存于）
- Jane's Strategic Advisory Services （页面存档备份，存于）
- Jane's Foreign Report